# Gastineau-kanalen

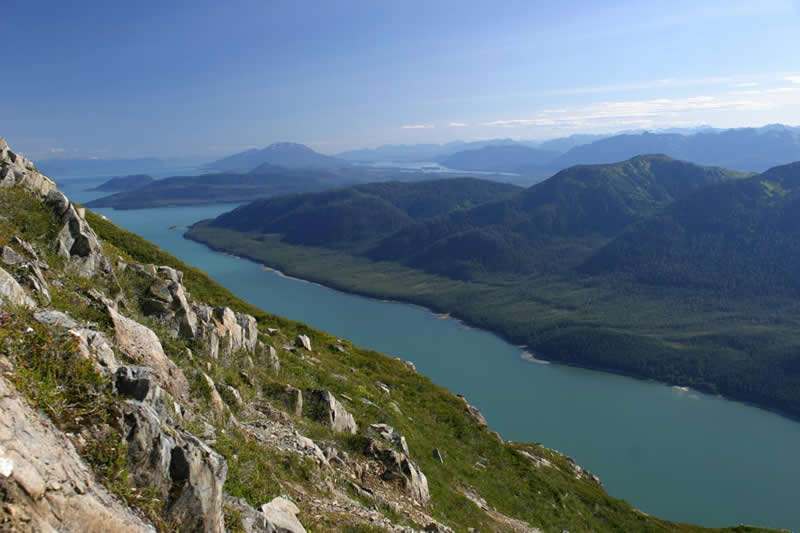
Gastineau-kanalen, Juneau, Alaska.

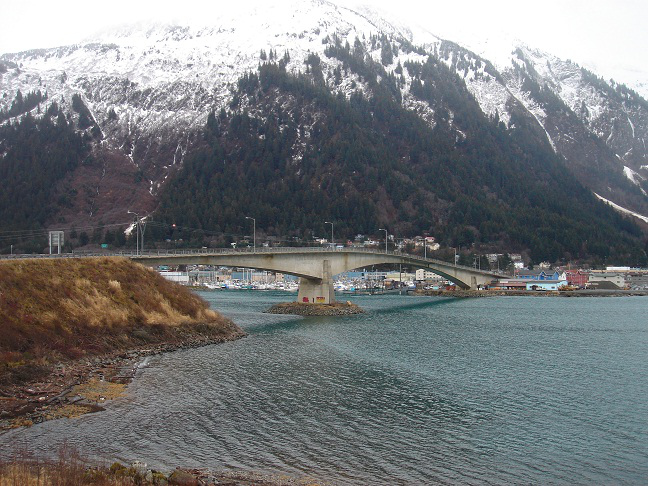
Douglasbron över Gastineau-kanalen, som förbinder Juneau, Alaska med Douglas Island. Douglasbron, bron som korsar Gastineau-kanalen och förbinder centrala Juneau med Douglasön byggdes ursprungligen 1935. Den nuvarande ersättningsbron, som visas här, färdigställdes 1980.

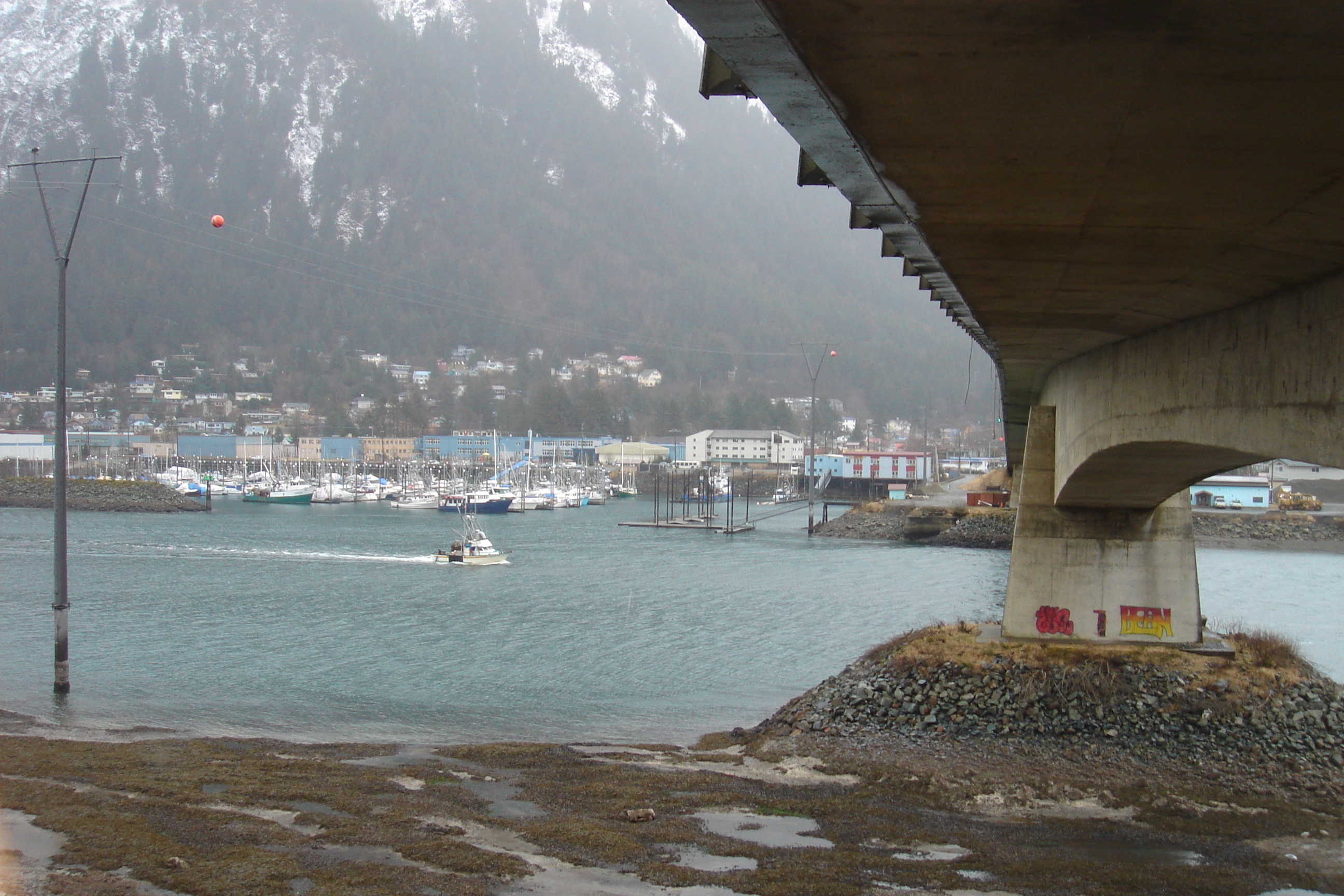
Ett litet fartyg styr söderut genom Gastineau-kanalen och förbereder sig för att segla under Juneeau-Douglas Bridge i februari 2011. Foto taget nedanför bron, vänd österut från Douglas Island, visar brons överbyggnad och stödpelare ovanför Gastineau-kanalen.

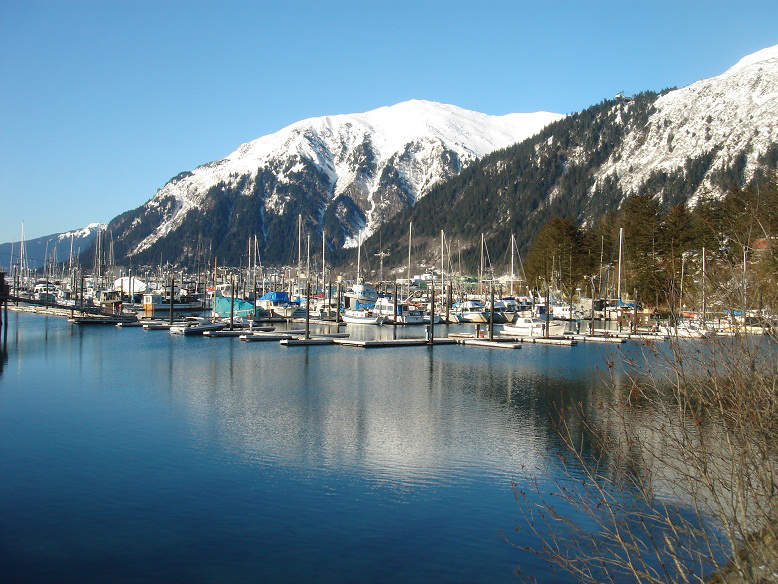
Douglas Harbor i Douglas, Alaska. Ön i mitten, till höger, inrymmer en U.S. Coast Guard, som är en amerikansk kustbevakningsstation. Mount Juneau syns i bakgrunden bakom kustbevakningsön.

Gastineau-kanalen (lingít: "Séet Ká") är en kanal mellan fastlandet i den amerikanska delstaten Alaska och Douglas Island i provinsen British Columbia i Kanada, väster om Kanadas huvudstad Ottawa i Alexanderarkipelagen, en ögrupp utanför sydöstra Alaskas kust. Gastineau-kanalen skiljer Juneau i Alaska på fastlandssidan från Douglas (nu en del av Juneau), på Douglas Island i British Columbia  i Kanada. Den första europé som såg kanalen var Joseph Whidbey (1757-1833) när han tjänstgjorde på Royal Navys Vancouver-expeditionen (1791-1795) i början av augusti 1794, först från söder och senare från väster. Vancouver-expeditionen fick sitt namn efter George Vancouver (1757-1798), som var en brittisk upptäcktsresande och sjöofficer i Royal Navy. George Vancouver är mest känd för sina utforskningar av Nordamerika, framför allt kusten vid Oregon, Washington och British Columbia. Han har därför bland annat gett sitt namn till den kanadensiska kuststaden Vancouver i British Columbia i Kanada och till den stora ön Vancouver Island, som tillhör den kanadensiska provinsen British Columbia, samt till staden i Vancouver i delstaten Washington i USA. Gastineau-kanalen fick troligen sitt namn efter John Gastineau, en engelsk civilingenjör och lantmätare.

## Kännetecken
Kanalen är navigerbar för stora fartyg, endast från sydost, så långt som till Douglas Bridge, cirka 14,7 km. Mellan bron och Juneau International Airport, cirka 13,8 km, är den navigerbar endast för mindre fartyg och endast vid högvatten.
Kanalen blir alltmer onavigerbar på grund av grunt vattendjup. De två främsta orsakerna till detta är:
1. Isostatisk återhämtning efter att glaciärisarna har dragit sig tillbaka.
2. Sedimentation och återfyllning av Gastineau-kanalen av slam sediment producerat av Mendenhall-glaciären och Mendenhallfloden. Material som sjunker ner genom vattnet och samlas på havsbottnar eller sjöbottnar kallas sediment. Sediment består mestadels av slam, grus och lera. Om nuvarande trender fortsätter kan Gastineau-kanalen så småningom bli torr eller ofarbar, eller båda.

Jordens litosfär består av jordskorpan och den yttersta delen består av manteln. Litosfären (av grekiska líthos, sten, och sphaîra, sfär) är det yttersta fasta lagret på stenplaneter och månar. Under litosfären finns den mer plastiska astenosfären. Utanför litosfären ligger hydrosfären (vätska, vatten), biosfären (livet, ekosystemen) och atmosfären (gas, luft). Isostatisk jämvikt (grekiska ísos "lika", stásis "stillastående") eller landhöjning är det gravitationella jämviktstillståndet mellan jordskorpan (eller litosfären) och manteln så att skorpan "flyter" på en höjd som beror på dess tjocklek och densitet. Landhöjning är en höjning av jordskorpan relativt havsnivån. Den kan vara av olika slag, i områden som varit täckta av inlandsis förekommer postglacial landhöjning. I andra områden, där jordskorpans kontinentalplattor möts, förekommer orogenisk landhöjning. Isostatisk landhöjning är landhöjning orsakad av att jordskorpan återvänder till ett mekaniskt viloläge efter att ha befriats från tryck från berg som eroderat bort, eller inlandsis som smält. Detta koncept åberopas för att förklara hur olika topografiska höjder kan existera vid jordytan. Även om det ursprungligen definierades i termer av kontinental skorpa och mantel, har det senare tolkats i termer av litosfär och astenosfär, särskilt med avseende på oceaniska övulkaner, såsom till exempel Hawaiiöarna. Den kan vara av olika slag, i områden som varit täckta av inlandsis förekommer postglacial landhöjning. Under isostatisk återhämtning stiger jordens litosfär, som består av jordskorpan, långsamt på grund av flytande krafter, efter att en stor massa avlägsnats från ytan. Detta kan liknas vid en isbit som flyter i ett glas vatten med vikten av ett öre ovanpå. Ettöringens vikt gör att isbiten flyter lägre, ungefär som den enorma vikten av en glaciär ovanpå vid litosfären. När ettöringen (glaciären) avlägsnas "studsar" isbiten (litosfären) och flyter något högre. I det geologiska fallet sker det scenariot mycket långsamt. Hastigheten för isostatisk återhämtning i hela sydöstra Alaska varierar från 0,1 till 1,5 tum/år beroende på glaciärernas historia. Den ungefärliga återhämtninghastigheten i Juneau-området är 0,25 till 0,5 tum/år.